# Андоньев, Сергей Михайлович
Сергей Михайлович Андо́ньев (1910 — 1984) — украинский советский учёный в области металлургии. Инженер-изобретатель. Лауреат Сталинской премии первой степени.

## Биография
Родился 9 сентября 1910 года в Харькове в семье врачей, его дедом был Павел Леонтьевич Григорович — настоятель Крестовоздвиженского (Мироносицкого) храма в Харькове. После окончания в 1935 году Харьковского инженерно-строительного института (теперь Харьковский национальный университет строительства и архитектуры) работал инженером в институте «Гипрококс» (Харьков).
С 1940 года — инженер-бригадир, затем начальник сектора водоснабжения в институте «Гипросталь» (Харьков).
С 1945 года работал над проблемами охлаждения металлургических агрегатов.
С 1947 года — руководитель научно-исследовательской группы, с 1949 года — начальник сектора испарительного охлаждения в институте «Гипросталь».
С 1958 года — заместитель директора института «Гипросталь» по научной части. Доктор технических наук, профессор (1961)
В 1967—1975 годах — директор ВНИИ по очистке технологических газов, сточных вод и использованию вторичных энергетических ресурсов предприятий черной металлургии.
С 1975 года — профессор в Харьковском институте инженеров коммунального строительства.

## Научная деятельность
С. М. Андоньев — специалист в области теплотехники черной металлургии, изобретатель, имеющий 100 авторских свидетельств и патентов.
Автор разработки системы испарительного охлаждения металлургических печей. В 1946 году изобрел систему охлаждения металлургических печей паром, которую используют сегодня во всем мире. На своё изобретение — «Способ охлаждения металлургических печей» С. М. Андоньев получил авторское свидетельство, а немного позже запатентовал его. Поскольку система была очень выгодной, иностранные заводы стали покупать у Советского Союза лицензию на её использование. Сначала обратилась Япония, потом США, Швейцария, Швеция, Англия, Франция, государства Европы и Америки, Австралия.
Основные работы учëного в области исследования вопросов промышленного водоснабжения и очистки воздушного и водного бассейнов.
Руководитель работ по разработке и освоению новой системы мартеновских печей.

## Избранные научные труды
Автор 110 печатных работ, в том числе 10 монографий:
- Испарительное охлаждение металлургических печей. Основные положения. (учебное пособие для металлургических вузов) (1961),
- Испарительное охлаждение металлургических печей (1970),
- Охлаждение доменных печей (в соавт. 1972),
- Очистка водного и воздушного бассейнов на предприятиях черной металлургии (1972),
- Пылегазовые выбросы предприятий черной металлургии (1973),
- Особенности промышленного водоснабжения (1981)

## Награды и премии
- орден Ленина
- орден Трудового Красного Знамени
- медали
- Сталинская премия первой степени (1951) — за разработку и освоение новой системы мартеновских печей
- заслуженный изобретатель УССР (1962).

## Память
- В Харькове на здании научно-технического центра «Энергосталь» открыт бронзовый памятный знак учёному С. М. Андоньеву.